# Marceline Day
Marceline Day (24 de abril de 1908 - 16 de febrero de 2000) fue una actriz cinematográfica estadounidense cuya carrera inició en 1924 y finalizó en 1933.

## Biografía
Su verdadero nombre era Marceline Newlin, y nació en Colorado Springs, Colorado. Creció en Salt Lake City, Utah, y era la hermana menor de la actriz Alice Day.

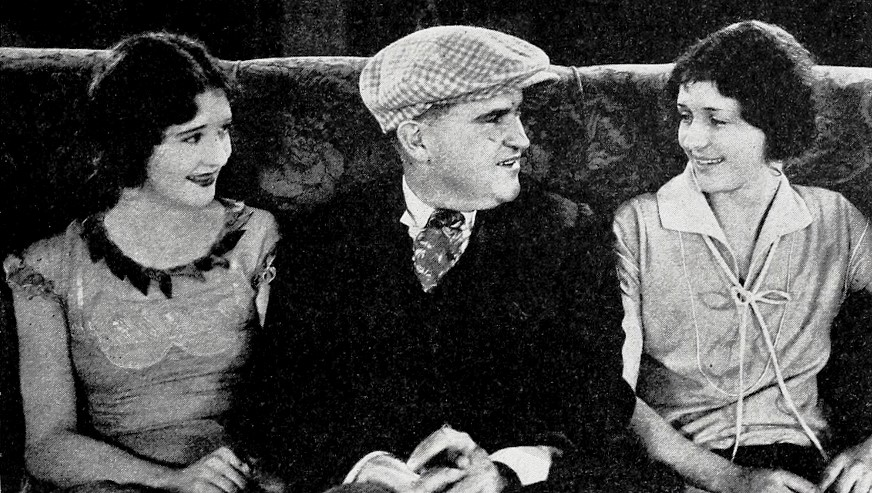
Alice Day, Edward F. Cline y Marceline Day (1925)

## Cine mudo
Marceline Day inició su carrera en el cine después de que su hermana Alice fuera elegida como una de las Bellezas Bañistas de Sennett en comedias de una bobina (15 minutos de duración) y dos bobinas (20-25 minutos) rodadas para Keystone Studios. Marceline hizo, con dieciséis años, una primera aparición menor junto a su hermana en Picking Peaches (Erle C. Kenton, 1924), la comedia debut de Harry Langdon. Tras actuar en Black Oxfords (Del Lord, 1924) fue escogida para trabajar en The Luck o' the Foolish (Harry Edwards, 1924) y The Hansom Cabman (Harry Edwards, 1924) como pareja de Langdon.
Siguió un período en el que trabajó en algunos de los primeros western de Hollywood junto a estrellas cowboy del cine mudo como Hoot Gibson (Taming the West, Arthur Rosson, 1925), Art Acord (Western Pluck, Travers Vale, 1926) y Jack Hoxie (Looking for Troubles, Robert N. Bradbury, 1926).
En 1926, Marceline Day fue nombrada una de las trece WAMPAS Baby Stars, una campaña promocional patrocinada por la Western Association of Motion Picture Advertisers de los Estados Unidos, con la cual se premiaba anualmente a trece jóvenes prometedoras actrices. Otras de las galardonadas ese año fueron Joan Crawford, Mary Astor, Janet Gaynor y Dolores del Río.

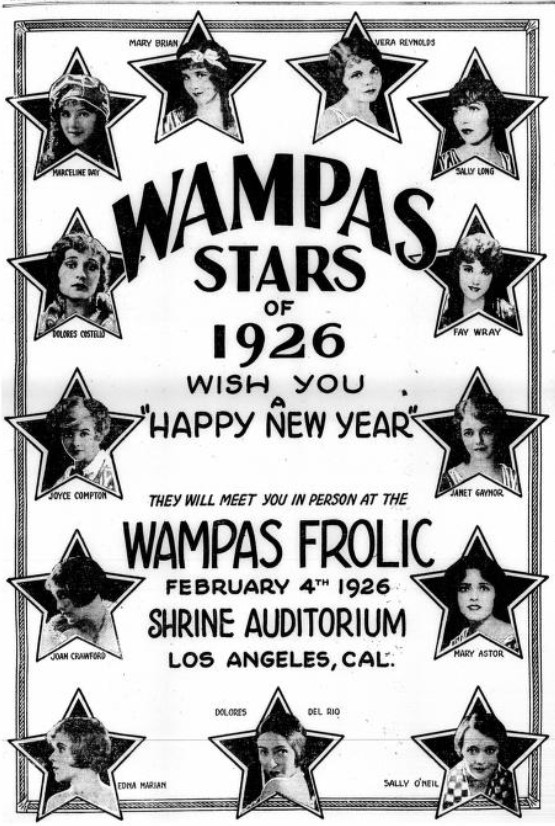
WAMPAS Baby Stars de 1926

La publicidad de la campaña le dio aún más popularidad a Day, y gradualmente fue interpretando papeles más dramáticos junto a actores de gran nivel.
Aparece en La modelo de París (That Model from Paris, Louis J. Gasnier, 1926) junto a Bert Lytell y Eileen Percy.
También en 1926 actuó en The Barrier (La barrera, George Hill) junto a Lionel Barrymore y Norman Kerry.
Actuó con John Barrymore, quien interpretaba al poeta francés François Villon, en la aventura romántica The Beloved Rogue (El vagabundo poeta, Alan Crosland, 1927). 

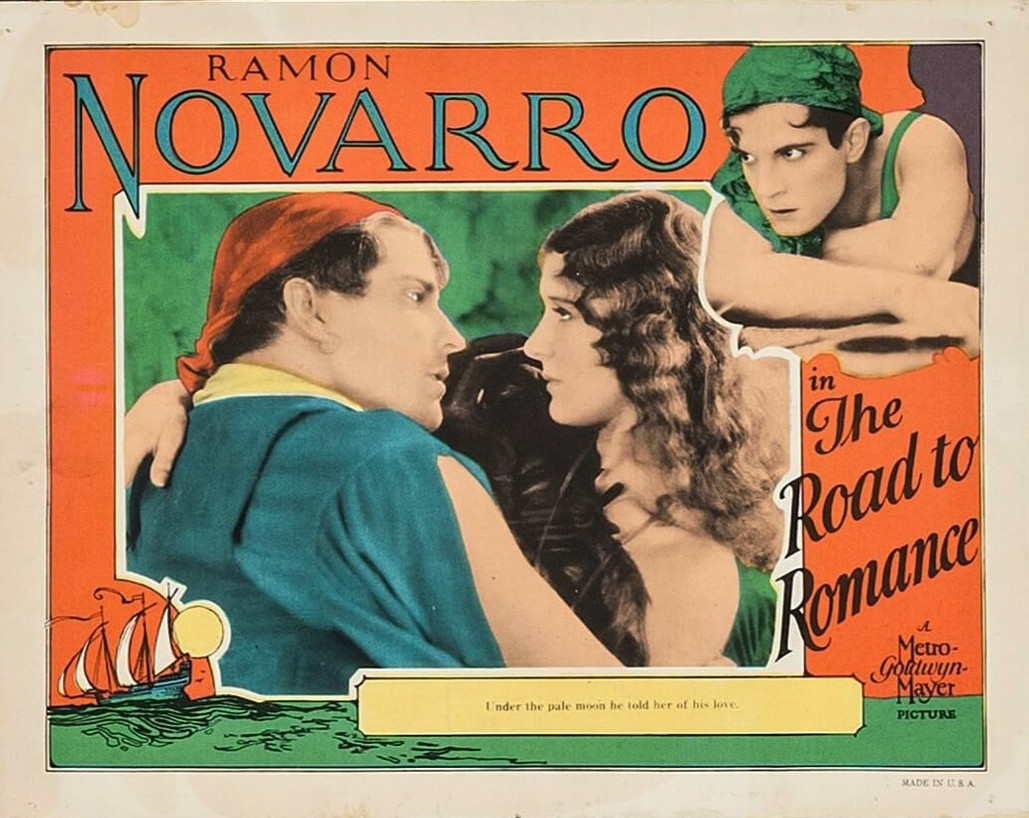
The Road to Romance (tarjeta)

Junto a Ramón Novarro interpretó las películas The Road to Romance (El caballero pirata, John S. Robertson, 1927) y A Certain Young Man (Un cierto muchacho, 1928) dirigida por Hobart Henley y Edmund Goulding, película que se considera perdida.
Junto a Lon Chaney interpretó dos películas dirigidas por Tod Browning: el desaparecido clásico del horror London After Midnight (La casa del horror, 1927), con Conrad Nagel, y The Big City (Los antros del crimen, 1928).
También en 1928 actuó en The Cameraman, junto a Buster Keaton, y en 1929, en The Jazz Age, película ya sonora, con Douglas Fairbanks.

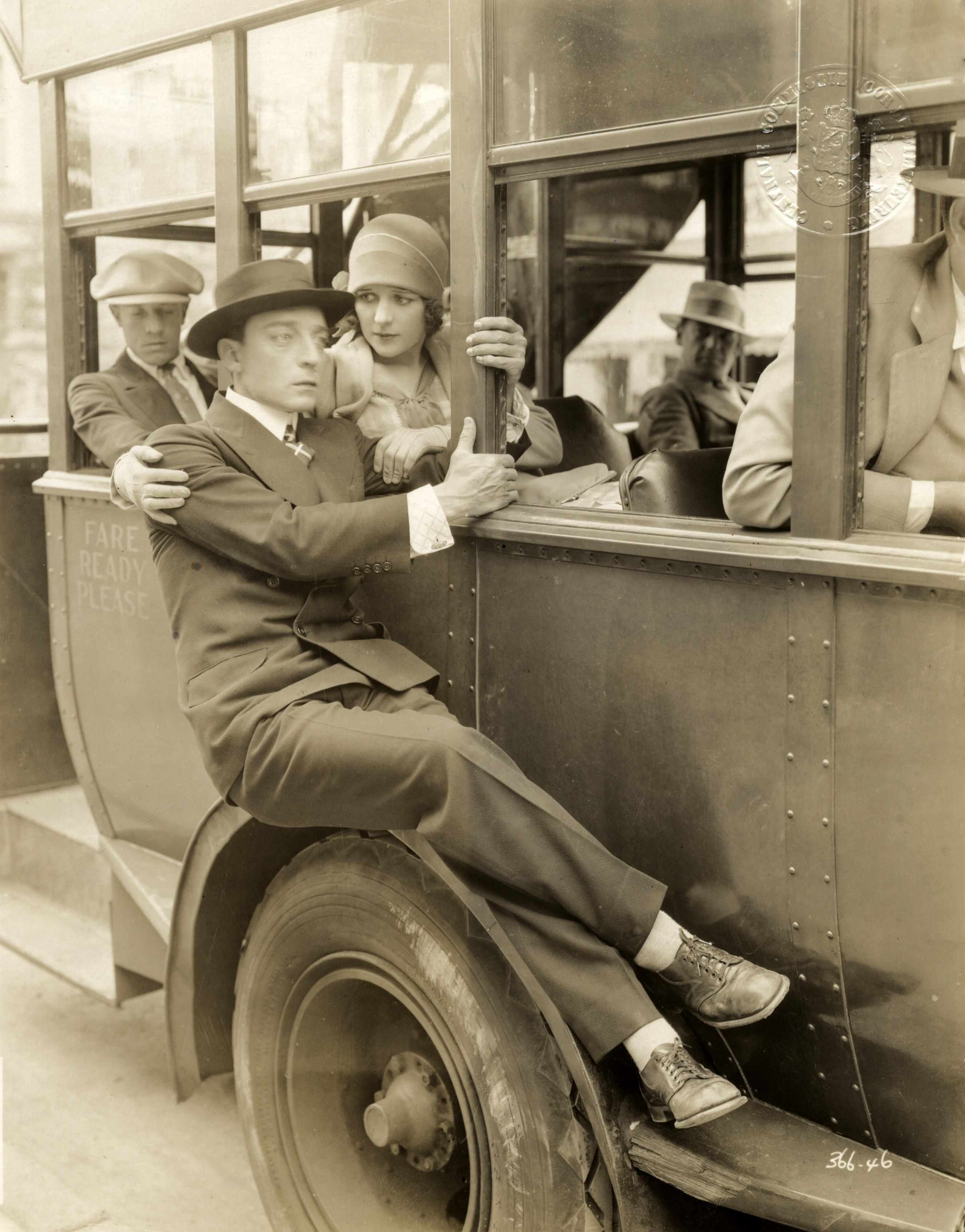
Marceline Day y Buster Keaton en The Cameraman (1929)

## Cine sonoro
A finales de los años veinte, la carrera de Day había eclipsado a la de su hermana Alice, que ya era una actriz bastante popular. Las dos actuarían juntas de nuevo en el musical The Show of Shows (Arriba el telón, John G. Adolfi, 1929).
Aunque la transición al cine sonoro de Day no fue problemática, el número de papeles que hizo disminuyó gradualmente tanto en número como en calidad, por lo que acabó trabajando en películas de bajo coste. 
En los 30' Marceline Day volvió a trabajar en el género del oeste, en películas de serie "B":
- The Pocatello Kid (Phil Rosen, 1931) junto a Ken Maynard
- The Fighting Fool (Lambert Hillyer, 1932) junto a Tim McCoy
- Broadway to Cheyenne (Harry L. Fraser, 1932) con Rex Bell
- Via Pony Express (Lewis D. Collins, 1933) con Jack Hoxie
- The Telegraph Trail (Tenny Wright, 1933) junto a John Wayne
- The Fighting Parson (Harry L. Fraser, 1933) con Hoot Gibson. Esta fue su última película.

## Vida personal
Marceline Day se casó en 1930 con el productor de cine mudo Arthur J. Klein. Tras divorciarse de él, en 1959 se casó con John Arthur.
No tuvo hijos.
Falleció por causas naturales en Cathedral City, California, a los 91 años de edad. Fue incinerada y las cenizas entregadas a su familia.